# Сандугач (река)
Сандуга́ч (баш. Һандуғас) — река в Башкортостане и Пермском крае. Левый приток реки Буй.
Длина реки 18 км. Исток в лесном массиве в 3 км к юго-востоку от села Сандугач в Янаульском районе Башкортостана. Общее направление течения — северо-северо-западное. Течёт через упомянутое село, в среднем течении протекает рядом с деревней Новая Кирга. В низовьях по реке проходит граница между Башкортостаном (слева) и Куединским районом Пермского края (справа). Впадает в Буй по левому берегу у деревни Новый Куюк (121 км от устья).
В нижнем течении реку пересекает ж.-д. магистраль Москва — Казань — Екатеринбург.

## Данные водного реестра
По данным государственного водного реестра России относится к Камскому бассейновому округу, водохозяйственный участок реки — Буй от истока до Кармановского гидроузла, речной подбассейн реки — бассейны притоков Камы до впадения Белой. Речной бассейн реки — Кама.
Код объекта в государственном водном реестре — 10010101112111100016274.